# کیوی چینی
کیوی چینی (نام علمی: Actinidia chinensis) نام یک گونه از تیره کیویان است.